# 箱崎神社 (伊佐市)
箱崎神社（はこざきじんじゃ）は鹿児島県伊佐市にある神社。旧社格は無格社。

## 祭神
- 応神天皇

## 由緒
元寇で動員された地元の武士である丸山氏、赤池氏、淵上氏が筥崎宮の八幡神を勧請して祀ったのが始まりとされる。

## 社殿
現在の本殿は室町時代初期に建立されたと推定され、大正4年（1915年）11月に改築されているもの。三間社流見世棚造の桟瓦葺。平成元年（1989年）に国の重要文化財に指定された。建築様式に琉球文化の影響が強く見られる特異な建物である。

## 文化財

### 重要文化財
- 本殿（附:宮殿） - 室町時代後期（1467年-1572年）の建立。三間社流見世棚造、桟瓦葺。平成元年（1989年）05月19日指定。

### 菱刈町指定文化財
- 明和元年銘龍型石灯籠